# Патриша Хајсмит
Патриша Хајсмит (енгл. Patricia Highsmith, Форт Ворт, САД, 19. јануар 1921 — Локарно, Швајцарска, 4. фебруар 1995) је била америчка књижевница, позната по својим психолошким трилерима и крими-романима. Њени романи и приповетке су адаптирани у преко двадесет филмова. По њеном првом роману Странци у возу (енгл. Strangers on a Train) Алфред Хичкок снимио је истоимени филм 1951. године. Њена најпознатија серија романа је о убици Тому Риплију, а написала је и већи број приповедака које су често обојене сатиром и црним хумором. Написала је и роман о лезбејској љубави „Цена соли“ 1952.

## Детињство и младост
Патриша Хајсмит је рођена као Мери Патриша Плангман у Форт Ворту, Тексас, као једино дете уметника Џеја Бернарда Плангмана (1889–1975) и његове супруге Мери Коутс (13. септембар 1895 – 12. март 1991); пар се развео десет дана пре рођења ћерке. Током 1927. године Патриша се са мајком и очухом, уметником Стенлијем Хајсмитом, преселила у Њујорк.